# リミナリティ
リミナリティ（英語: liminality、「敷居」を意味するラテン語のlīmenが由来）は、人類学において通過儀礼の対象者が儀礼前の段階から儀礼完了後の段階に移行する途中に発生する境界の曖昧さまたは見当識の喪失した性状を指す。
儀礼でのリミナリティ段階では、対象者は、アイデンティティ、時間、またはコミュニティの構築以前と構築以後の間の「敷居に立つ」（儀式を完了することによっていずれかに確立される）とされる。
20世紀初頭に、リミナリティの概念を最初に成立したのは民俗学者のアルノルト・ファン・ヘネップである。後にヴィクター・ターナーによって取り上げられた。最近では、この用語は儀礼に関してだけでなく、政治的および文化的な変化を表す言葉としても広く用いられる。どの種類のリミナリティの状態においても、社会的階層が逆転または一時的に解消されて伝統の継続性が不確かになり、かつて当然のことと見なされていた将来的な帰結が疑われるようになることもある。リミナリティ状態での秩序の解消は、新しい環境や習慣を受け入れられるような流動的で順応性の高い状態を生み出す。

## 一般的な使用例

### 場所

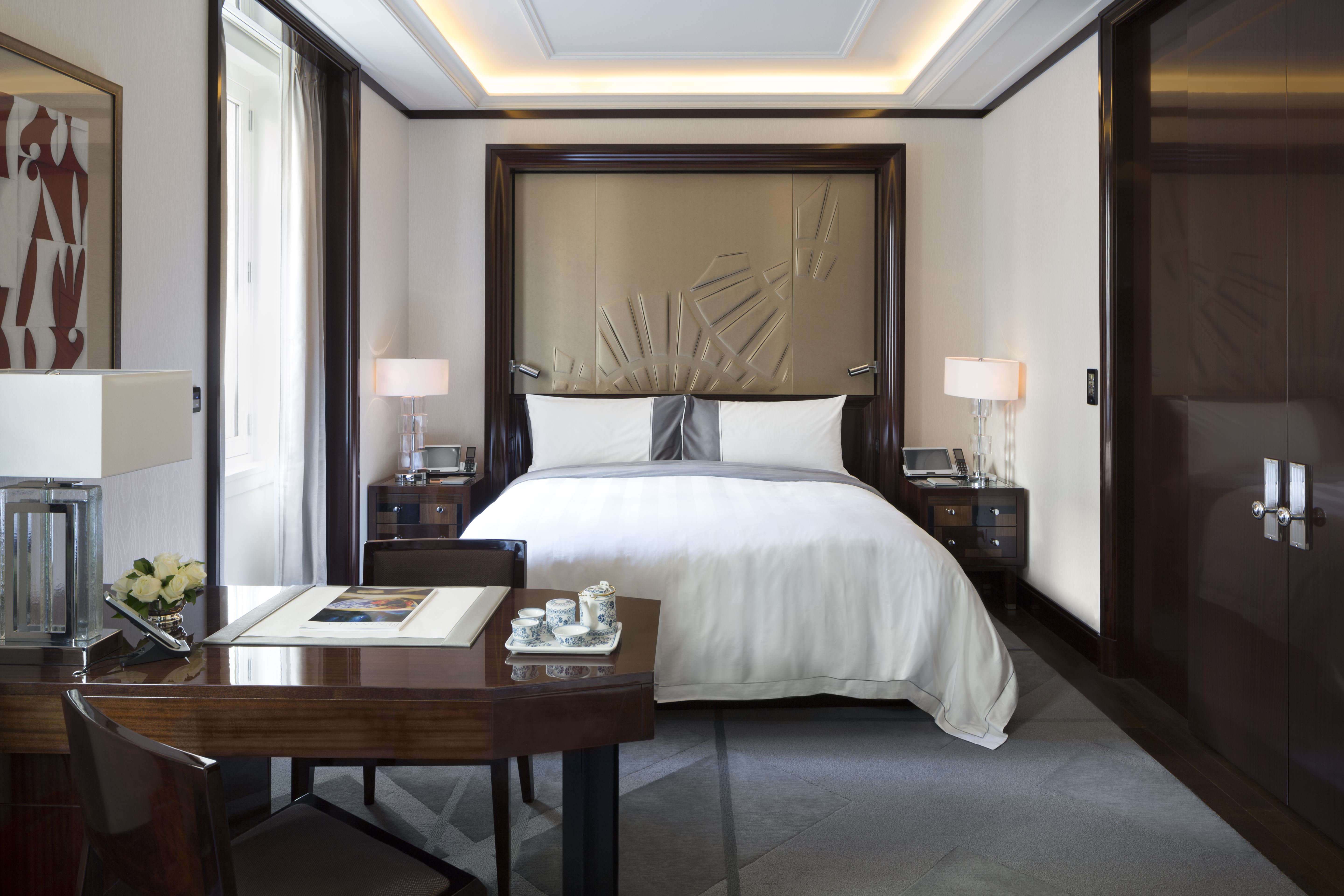
ホテルの部屋はリミナルな場所である。一時的かつ限定された目的でただ睡眠だけのために使用される。

特定の場所や、広大な土地、国といった大きなエリアもリミナリティの空間的次元に含まれる。国境や辺境、無人地帯、紛争地域、交差点、空港、ホテル、浴室もリミナルな場所とされうる。また、社会学者のエヴァ・イルーズは「ロマンチックな旅行では、リミナリティの特徴である分離、疎外、再集合の3つが成立している」と主張した。

#### 写真とインターネット文化

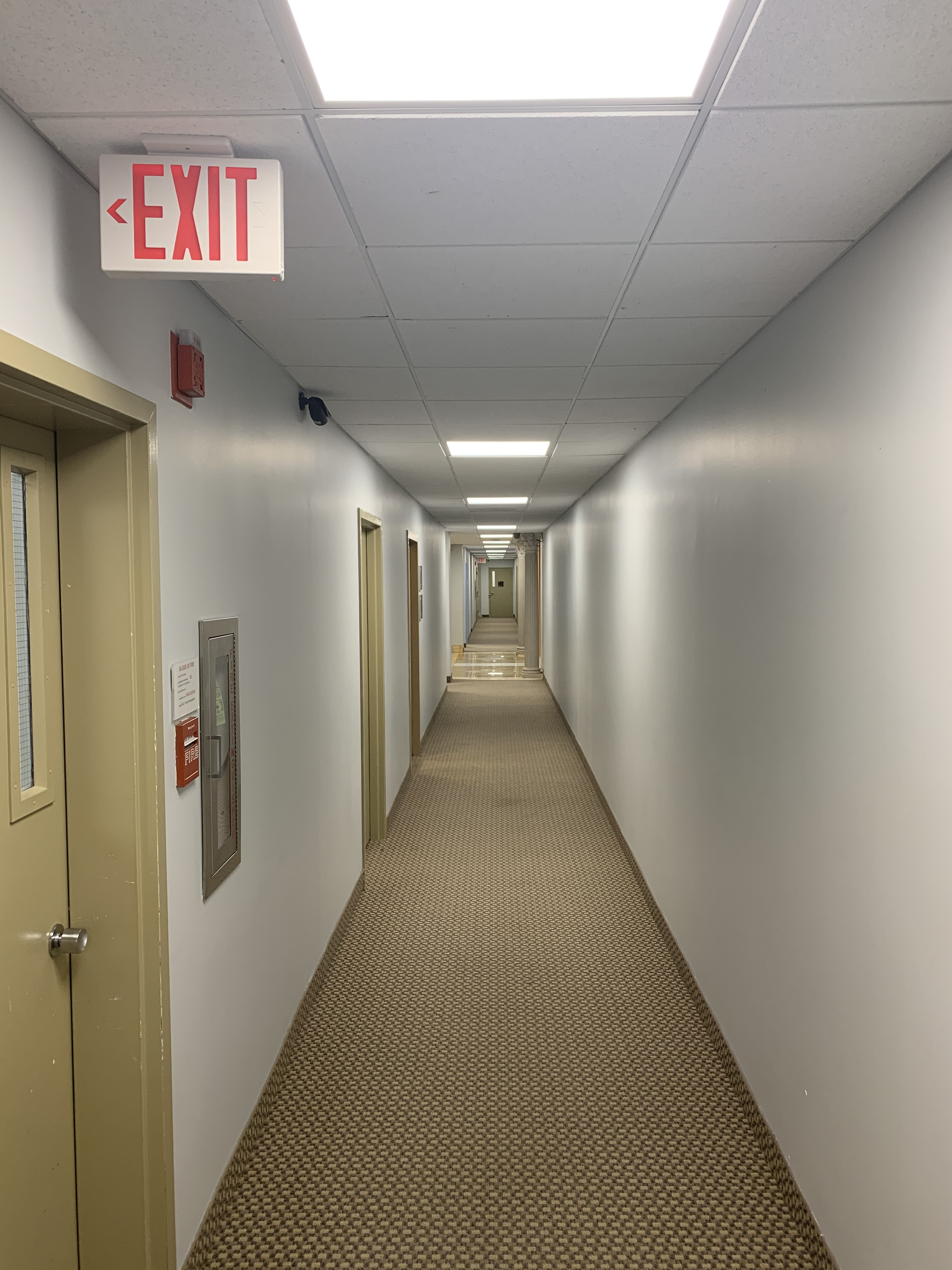
非常口の看板のある蛍光灯で照らされた白い廊下。

2010年代後半、「ノスタルジー、喪失感、不安定な感覚」を呼び起こすリミナルな風景写真、通称「Liminal Space」がオンライン写真コミュニティでトレンドとなった。
2019年には、この現象がメディアの関心を引くようになり、4chanの掲示板/ x /（超常現象板）に投稿された短編のクリーピーパスタであるThe Backroomsが話題となったその内容は、黄色いカーペットと壁紙の廊下の画像に「現実生活の範囲外でのNoclipモード」という趣旨のキャプションが付けられ、(この写真の)「The Backrooms」に入ってしまうと「湿った古いカーペットの悪臭と黄色一色の狂気、ブーンと音のする鳴りやまない蛍光灯のノイズ、空室が無作為に迷路のように繋がった約600万㎡の空間を始めとした様々なレベルに行ってしまうというクリーピーパスタである。「リミナル空間」と名付けられた「どこか正常でない感覚」を引き起こすような写真をまとめたRedditのアカウントのフォロワー数は250,000にのぼる。
シュルレアリスムは、フォトグラフィーにおいてリミナルな場所の特徴の一つである。鑑賞者に既知感と疎外感の両方を感じさせる狙いがある点で共通している。ネット上にあるリミナルな場所の画像は、廃墟のような人工物を探索する都市探索コミュニティによる写真が多い。画像の解像度が低いことも、「永久さ」もしくは懐古の情を呼び起こす要因として好まれる。エフェクトとして意図的に解像度が低くされることもある。